# HMS Cassandra (R62)
«Кассандра» (R62) (англ. HMS Cassandra (R62) — військовий корабель, ескадрений міноносець типу «C» підтипу «Ca» Королівського військово-морського флоту Великої Британії за часів Другої світової та Холодної війни.

## Історія створення
Корабель був замовлений як «HMS Tourmaline», але перейменований ще до закладки.
Закладений 3 січня 1943 року на верфі компанії Yarrow Shipbuilders у Скотстоні. 29 листопада 1943 року він був спущений на воду, а 28 липня 1944 року увійшов до складу Королівських ВМС Великої Британії.

## Історія служби
За часів Другої світової війни «Кассандра» брав участь у бойових діях на морі, бився поблизу берегів Європи, супроводжував арктичні конвої. У післявоєнний час проходив службу на Індійському океані, в Перській затоці.
1 грудня есмінець «Кассандра» брав участь в ескорті конвою JW 62, який супроводжували ескортні авіаносці «Наірана», «Кампаніа», крейсер «Беллона» та есмінці «Бігл», «Бульдог», «Кайзер», «Кембріан», «Кепріс», «Кеппель», «Обідіент», «Онслот», «Орібі», «Онслоу», «Оруелл», «Оффа» та норвезький «Сторд».
11 грудня 1944 року «Кассандра» був уражений торпедою підводного човна U-365 під командуванням оберлейтенанта-цур-зее Дітера Тоденгагена. Під час нападу загинуло 62 особи на борту британського есмінця, і її відбуксирували спочатку фрегатом «Багамас», а потім буксиром радянського флоту до Кольського затоки. U-365 був потоплений з усім екіпажем 13 грудня 1944 року у Норвезькому морі східніше острову Ян-Маєн глибинними бомбами двох «Свордфішів» з британського ескортного авіаносця «Кампаніа».
На зворотному шляху до Британії ескорт та літаки підтримки потопили також німецький човен U-387.
Після війни ремонт «Кассандри» був завершений, і його перевели до резерву у 1946 році. Потім корабель проходив службу в Середземному морі та Індійському океані. У квітні 1960 року есмінець повернули до бойового складу флоту і перевели до 8-ї ескадри есмінців на Далекому Сході. Наприкінці червня 1961 року у відповідь на погрози Іраку анексувати Кувейт «Кассандрі» було наказано посилити британські військово-морські сили у Перській затоці в рамках операції «Вантаж», куди корабель прибув 7 липня. Британська реакція за загрозу успішно стримала Ірак від вторгнення в Кувейт, і 29 липня «Кассандру» замінив фрегат «Блекпул», дозволивши есмінцю повернутися на Далекосхідну станцію британського флоту.
У 1964 та 1965 роках продовжував службу в Середземномор'ї та на Далекому Сході, включаючи службу в Індонезійській конфронтації.